# Cmentarz komunalny w Opolu
Cmentarz komunalny w Opolu – największy cmentarz w Opolu.

## Lokalizacja
Cmentarz znajduje się na Półwsi, w północnej części Opola, między ulicami: Wrocławską i Partyzancką. Od wschodu granicą cmentarza znajduje się Centrum Handlowe Karolinka, a od północy kościół św. Michała.

## Historia
Cmentarz zbudowano w latach 20. XX wieku na terenie podmiejskiego lasu sosnowego. Pierwszy pochówek miał miejsce w 1920 roku. Obecnie na cmentarzu znajduje się razem 43 tys. grobów oraz pochowano ponad 54 tys. osób..

## Charakterystyka
Cmentarz posiada powierzchnię 27 ha. Wejście na jego obszar jest możliwe od wschodu (ul. Wrocławska) i północy (ul. Cmentarna). Cmentarz jest wkomponowany w teren leśny i w związku z tym 15 kwater grobowych sąsiaduje ze specjalnie pozostawionymi zagajnikami leśnymi oraz zadrzewieniami. Znajdują się tu m.in.: miejsca pochówku ofiar UB, zbiorowe mogiły ofiar hitleryzmu, pomnik Polaków zmarłych na wschodzie, tzw. „Golgota Wschodu”. W skład cmentarza wchodzą również: ambona, kaplica cmentarna, kwiaciarnie oraz dom przedpogrzebowy. Na wschodnio-północnej części granicy znajduje się restauracja, w której organizowane są stypy.

## Pochowani na cmentarzu
- Franciszek Adamiec – działacz społeczny i kulturalny, dyrektor Muzeum Śląska Opolskiego
- Zbyszko Bednorz – poeta i pisarz
- Stanisław Chlebda – nauczyciel i działacz społeczny
- Dorota Dancewicz – nauczycielka, posłanka na Sejm II kadencji, radna miasta Opola i działaczka związkowa
- Bronisław Fułat – prawnik
- Norbert Gajda – piłkarz Odry Opole, reprezentant Polski
- Jan Gliński – polski inżynier górnictwa i geologii inżynierskiej
- Roman Horoszkiewicz – powstaniec śląski, żołnierz kampanii wrześniowej
- Alfons Kania – piłkarz Odry Opole
- Józef Kokot – historyk i prawnik, w latach 1966–1975 dyrektor Instytutu Śląskiego w Opolu
- Jadwiga Kosowska-Rataj – filolog
- Leszek Kuberski – historyk
- Romuald Łoś – trener żużlowy
- Oswald Mateja – matematyk
- Karol Musioł – burmistrz Opola w latach 1953–1965
- Zdzisław Piasecki – filolog
- Dariusz Ratajczak – historyk i publicysta
- Kazimierz Różanowski – historyk
- Jan Śliwak – działacz Odry Opole
- Bronisław Wyrwa – żołnierz armii polskiej, kawaler Orderu Virtuti Militari
- Henryk Zomerski – muzyk big-beatowy, gitarzysta Czerwonych Gitar
- Zbigniew Zielonka - mediewista, publicysta, historyk literatury, pisarz odznaczony Medalem "Zasłużony dla Kultury. Gloria Artis"